# Hermes Gamonal
Hermes Guillermo Gamonal Loyer (Bulnes, 31 de mayo de 1977) es un extenista chileno. En su carrera profesional consiguió 2 títulos challengers, uno en singles y otro en dobles. Su mejor ranking en individuales fue el n.º 135 en septiembre de 2003. 
Jugó Copa Davis representando a Chile, alcanzando un registro en singles de 3-5 y en dobles de 4-1. 

## Títulos enChallengers(2)

### Individuales (1)
| N.º | Fecha                    | Torneo | Superficie | Oponente en la final | Resultado   |
| --- | ------------------------ | ------ | ---------- | -------------------- | ----------- |
| 1.  | 16 de septiembre de 2002 | Waco   | Dura       | Jan Hernych          | 6-1 3-6 6-3 |

### Finalista en individuales (2)
- 2003: Kosice (pierde ante Martín Vassallo Argüello)
- 2004: Turín (pierde ante Álex Calatrava)

### Dobles (1)
| N.º | Fecha               | Torneo  | Superficie    | Pareja        | Oponentes en la final  | Resultadp |
| --- | ------------------- | ------- | ------------- | ------------- | ---------------------- | --------- |
| 1.  | 22 de julio de 2002 | Budaors | Tierra batida | Adrián García | Jiri Vanek / Robin Vik | 6-3 6-3   |

### Finalista en dobles (4)
- 1998: Santiago
- 2002: Andorra
- 2004: Olbia
- 2004: Turín